# Inmigración en Costa Rica
La inmigración en Costa Rica es un fenómeno de destacada importancia histórica para la nación, pues se desarrolla continuamente desde antes de la colonización española, cuando el territorio del país era un puente social y geográfico para las culturas amerindias del norte y sur de América. Después, durante la época colonial recibe abundante inmigración europea y africana, debido a la necesidad de poblamiento y mano de obra para el desarrollo de infraestructura. Luego de la independencia, a lo largo de los siglo XIX y el siglo XX el país acoge importantes flujos y olas de inmigrantes de España, Italia, Francia, Polonia, Alemania, China, Norteamérica, el Caribe y el Cercano Oriente, que aumentan considerablemente la población e inyectan una gran influencia cultural, económica y social. Ya para las décadas de 1980 y 1990 aumenta radicalmente la inmigración desde naciones centroamericanas y limítrofes como Nicaragua, Panamá, Honduras y Guatemala.
Actualmente la inmigración en Costa Rica es la más grande de toda América Latina, pues representa a más de un 10% de su población, siendo una de las pocas naciones latinoamericanas con un saldo migratorio positivo, es decir, con más inmigrantes que emigrantes. También representa el mayor fenómeno inmigratorio de América Central, con más de medio millón de extranjeros radicados en el país. Para 2014 las principales colectividades presentes en territorio costarricense son las provenientes de Nicaragua, Colombia, Estados Unidos, España, Canadá y Panamá, aunque se registran otras aglomeraciones de más de 150 países.

## Historia
Desde su independencia de España en 1821 Costa Rica comenzó a recibir a los primeros inmigrantes, mayormente alemanes, británicos y estadounidenses, que llegaban al país aspirando a aprovechar las oportunidades que brindaba la incipiente nación. Ya formando parte de las Provincias Unidas de Centroamérica (1821-1848) el gobierno costarricense firmó un contrato con el británico John Hale para colonizar áreas despobladas con cien familias inglesas. El proyecto no se concretó, pero fue el comienzo de diferentes iniciativas similares que se llevaron a cabo por los gobernantes del país ansiosos de colonizar un territorio escasamente poblado, lo cual afectaba la economía y el desarrollo.

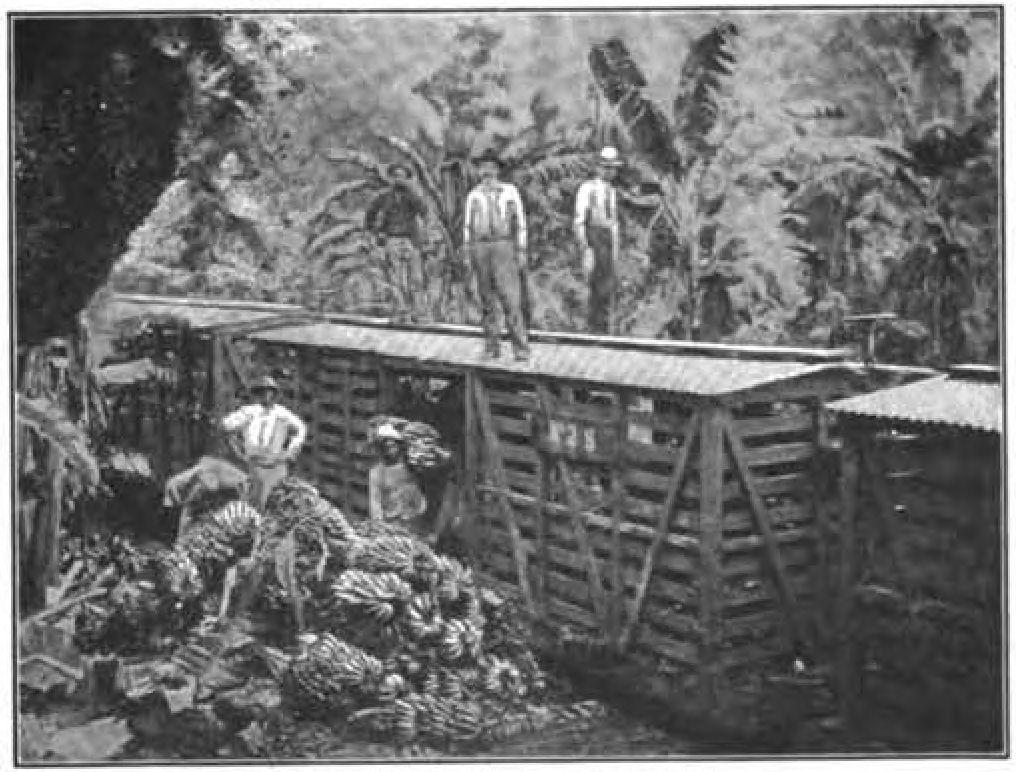
Inmigrantes afrocaribeños trabajando en una bananera

En 1848 el presidente José María Castro Madriz proclama la libertad de culto esperando atraer nuevos extranjeros. Firmó además acuerdos con Berlín para la traída de colonos alemanes al país. Juan Rafael Mora Porras crearía la Junta Protectora de Colonias, aunque esta tendría corta existencia. En 1862 bajo la administración de José María Montealegre se emitiría la Ley de Bases y Colonización que autorizaba al Poder Ejecutivo a disponer de las tierras baldías para su colonización por parte de inmigrantes siempre y cuando no fueran negros o chinos, quienes estaban expresamente excluidos. Aunque las condiciones de dureza del clima y los territorios no atrajeron las masas europeas deseadas, existe constancia de la llegada de españoles, alemanes y británicos al país. Cuando los proyectos colonizadores fracasaban la mayoría de estos se asentaban en el Valle Central mezclándose con la población. Otros tantos europeos y norteamericanos emigraron con fortunas personales dispuestos a invertir en el país y se mezclaron sin mucha dificultad entre la aristocracia criolla.
Para 1872 comienza una entrada masiva de inmigrantes provenientes de todo el mundo, especialmente de Europa. Asimismo, el gobierno se plantea la necesidad de mano de obra barata que trabaje en la construcción de infraestructura y en las minas de Abangares, por lo que se flexibilizan las restricciones al ingreso de inmigrantes no blancos, particularmente chinos de Cantón y negros de toda la Cuenca del Caribe. Muchos de estos demostrarían talento en algo más que el trabajo físico, como labores domésticas, comercio y servicios, así que se permitiría la entrada de trabajadores chinos para servir en las haciendas y mansiones como trabajadores de campo y sirvientes domésticos, en algunos casos en situación de virtual servidumbre, otros tantos serían enrolados en las bananeras de la United Fruit Company de Minor Keith. 
En 1896 se promulga el Decreto Ejecutivo n.º 59 del 19 de julio que restringe el ingreso al país de razas perjudiciales para la forma de ser costarricense:

Queda facultado el Poder Ejecutivo para rechazar la inmigración de razas que a su juicio sean perjudiciales al país o para circunscribirlas a determinadas regiones.

El Decreto Ejecutivo n.º 6 del 20 de mayo de 1897 fue más específico aún prohibiendo expresamente el ingreso de chinos al país, aunque permitió a los ya residentes permanecer.
Es así como, durante el siglo XIX el país recibe una verdadera oleada multitudinaria de inmigración europea, asiática y afroantillana que deriva en una fuerte influencia cultural, social y económica; en la construcción de infraestructura como el Ferrocarril al Atlántico y en un crecimiento sostenido de la población. La mayoría de estos inmigrantes se asentó en el Valle Central, en Puntarenas o en Limón.
Durante la administración de Ascensión Esquivel Ibarra (1902-1906) se prohibió la inmigración a personas de origen árabe, chino, armenio, turco, culí y gitano de cualquier nacionalidad, además prohibió el ingreso de: inmigrantes con trastornos mentales, enfermedades como la lepra, peste bubónica, indigentes, procesados por delitos o crímenes, o por deficiencias físicas como ciegos o sordomudos.
En todo caso, la entrada masiva de europeos crecería todavía más durante la primera mitad del siglo XX, impulsada por las guerras mundiales, la desolación en Europa, el auge económico costarricense y la construcción del canal interoceánico en la vecina Panamá. En esta época serían particularmente importantes las entradas de españoles, italianos, croatas y polacos. 
También durante este período las restricciones étnicas a la inmigración serían flexibilizadas, en especial ante la necesidad de mano de obra para diversos proyectos infraestructurales. De hecho, la importación de mano de obra china, jamaiquina e italiana fue de trascendental importancia para construir el entramado férreo nacional. En 1930 Cleto González Víquez crea el Registro de Identidad Inmigratoria que dota a los inmigrantes de una cédula de identidad migratoria.
León Cortés Castro (1936-1940), restringiría la inmigración específicamente de judíos durante su período, por razón de prejuicios antisemitas. Esta también sería levantada en tiempos de Teodoro Picado (1944-1948). Así mismo por razones de la Segunda Guerra Mundial la inmigración de alemanes, italianos y japoneses se frenó tras la declaratoria de guerra a Alemania.
En 1940 se crea la Oficina de Migración adscrita a la cartera de Gobernación. En 1942 bajo el gobierno de Rafael Ángel Calderón Guardia se reforma la Ley de Extranjería aunque se mantienen las prohibiciones a las etnias indeseables. En 1943 se realiza un Congreso Demográfico Interamericano, el delegado costarricense y ministro de Justicia Román Jugo Lamiq abogó por la derogación de las restricciones raciales a la inmigración, muy comunes en toda Latinoamérica en esa época, argumentando que no existían razas puras, en especial en Latinoamérica donde el mestizaje era común. Su postura fue aceptada por la mayoría de delegados y el congreso emitió como recomendación: Que los gobiernos americanos supriman de su legislación la palabra indeseable o la idea de indeseabilidad, referida a una nacionalidad determinada.

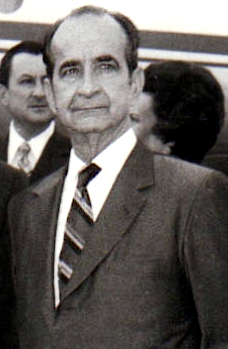
José Figueres Ferrer, presidente del país, hijo de inmigrantes catalanes

Esta iniciativa tuvo éxito en la reforma de las leyes migratorias latinoamericanas, empezando por Costa Rica pues el 29 de diciembre de 1943 el Congreso Constitucional aprueba la Ley 51 que reza: 

Artículo I. Queda suprimida toda la restricción referente a la inmigración china, basada exclusivamente en la nacionalidad o en la raza de los inmigrantes.

Artículo II. El artículo anterior deroga todas las disposiciones legales que estén en contradicción con él.

La promulgación de la Ley Nº1902 el 26 de junio de 1955 por la Asamblea Legislativa y promovida por el diputado Alex Curling, hijo de inmigrantes jamaiquinos, finalmente ordenó jurídicamente los procesos migratorios y de naturalización sin distingos de raza.
A partir de 1949 la inmigración sería mayormente latinoamericana, salvo algunas excepciones como la colonización cuáquera de Monteverde, la menonita de San Carlos, la alemana de Sarapiquí, la italiana de San Vito y los diversos flujos migratorios aislados de europeos, árabes y asiáticos. 
Por otro lado, desde la segunda mitad del siglo XX, Costa Rica se transformó en un destino importante para colonias de expatriados de regímenes autoritarios como chilenos, argentinos, españoles, cubanos y recientemente ha recibido una importante emigración de refugiados políticos venezolanos. Otros tantos que dejan sus países por situaciones de violencia o pobreza como colombianos, salvadoreños, guatemaltecos, peruanos, hondureños y mexicanos, y por supuesto, los migrantes nicaragüenses que no sólo son los más numerosos de todos (76% de todos los inmigrantes) sino además que dejaron su país en diferentes momentos históricos motivados por todas las causas anteriores. 
En Centroamérica, Costa Rica es el único país donde los inmigrantes superan las 300.000 personas, pasando de cerca de 89.000 personas nacidas en el extranjero (3.7%) en 1984 a un poco más de 350.000 (9%) en el 2014, característica que se debió fundamentalmente al «peso de la población de origen centroamericano».

## Origen y asentamiento de los inmigrantes
La inmensa mayoría de los inmigrantes de Costa Rica provienen de América Latina, principalmente de Nicaragua y el resto de Centroamérica. Sin embargo, en el país están presente importantes colectividades minoritarias de más de 140 países, destacando la presencia de: africanos, antillanos, asiáticos, austriacos, israelíes, griegos, polacos, portugueses, rusos y turcos.
La mayoría de los inmigrantes radican en el Valle Central, principalmente en la ciudad de San José y su área metropolitana. Otras ciudades tradicionalmente preferidas por los migrantes son Puntarenas y Limón, además de regiones colonizadas por extranjeros, como: Monteverde, Sarapiquí, San Carlos o San Vito.
Según datos estimados por Migración y Extranjería, el Censo Nacional de 2011-12 del Instituto Nacional de Estadísticas y Censo de Costa Rica y la OIM la población inmigrante del país roza el medio millón de personas y se conforma de:

## Inmigración europea

### Alemania

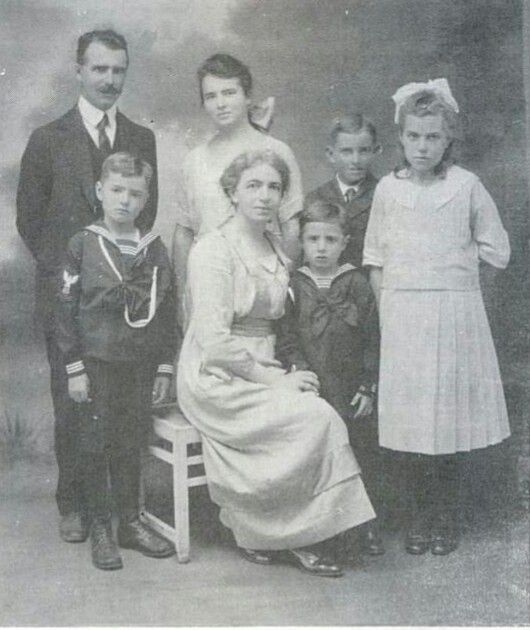
Familia de inmigrantes alemanes, radicados en el país.

La inmigración de alemanes a Costa Rica fue uno de los fenómenos migratorios provenientes de Europa más importantes para el país durante el siglo XIX y XX, con el asentamiento de cientos de germanos en el territorio, que trajeron al país un gran aporte sociocultural y económico. Este se puede dividir en tres fases: de sus inicios a 1871, año en cual se fundó el imperio alemán; de 1871 a 1918, fecha en que terminó la Primera Guerra Mundial; y de 1918/19 hasta el inicio de la Segunda Guerra Mundial en 1939.
El gobierno también promovió la colonización de alemanes en el país, diversos programas de colonización se llevaron a cabo para intentar poblar terrenos baldíos a lo largo y ancho de la nación. Por diversos motivos como el aislamiento y las atrocidades del clima, estas colonizaciones no se consolidaron, provocando el fracaso del proyecto y que los colonos alemanes volvieran a su país o se asentaran en el Valle Central. Sin embargo algunas comunidades sí se poblaron de inmigrantes germanos, como una colonia ubicada en Sarapiquí, donde incluso se habla y estudia el platzdutch, un dialecto alemán.
En la actualidad en el país radican más de 2000 alemanes, principalmente en San José, y más de 10.000 costarricenses tienen ascendencia alemana, aunque si se toman en cuenta a las personas con ascendencia parcial, podría aumentar considerablemente la cifra de germano-costarricenses. Estos componen una de la colectividades germanas más grandes y activas del istmo centroamericano, que han creado decenas de instituciones culturales e incluso colegios alemanes.

#### Menonitas alemanes y neerlandeses
A Costa Rica también entraron miles de menonitas a mediados del siglo XX, de los más variados orígenes, pero de ascendencia predominantemente alemana y neerlandesa y muchos hablan incluso el plautdietsch, un dialecto del alemán antiguo empleado por las comunidades menonitas de Alemania y Países Bajos que se encuentran dispersas por el mundo. Se pueden encontrar menonitas por todo el país, pero los menonitas alemanes se hallan radicados principalmente en la Región Huetar Norte.
Las comunidades menonitas del país datan de 1968, cuando cerca de 80 misioneros llegaron a Costa Rica, la mayoría de ascendencia alemana se asentó en San Carlos. Este grupo inmigrante mantiene sus costumbres, e incluso idiomas, intactos con una clara diferenciación cultural al resto del país y cuentan con sus propios negocios, iglesias e incluso escuelas.

### Balcanes
La inmigración de países balcánicos a Costa Rica se desarrolla de manera discontinua desde el siglo XIX, motivada por diversos conflictos y éxodos de su población. Esta se compone de: albaneses, bosnios, búlgaros, croatas, eslovenos, griegos, macedonios, rumanos y serbios. Que conforman una colectividad de más de 300 personas, radicadas principalmente en la ciudad de San José y su área metropolitana. De toda la comunidad, el grupo inmigrante más numeroso es el rumano que se compone de más de 150 migrantes, establecidos principalmente en la capital. Le sigue el grupo búlgaro que cuenta con cerca de 100 personas que habitan en su mayoría en la provincia de Alajuela. Hoy en día, un porcentaje considerable de costarricenses tiene ascendencia balcánica, especialmente croata y griega.

#### Croacia
Cientos de croatas dálmatas inmigraron a Costa Rica durante el siglo XIX y siglo XX, y otros más lo harían tras la colonización de San Vito en la década de los 50. Actualmente la comunidad croata-costarricense es la más importante de América Central. Figuras notables de esta inmigración son Francisco José Orlich Bolmarcich, presidente de la República, y su abuelo; Francisco Orlich  Ziz, habitante de San Ramón.

#### Grecia
La inmigración griega en Costa Rica se dio de una manera esporádica y semimasiva, la mayoría de los inmigrantes provenían de Panamá y se asentaron en el territorio costarricense buscando mejores condiciones de vida, después de la construcción del Canal de Panamá. Ambos países poseen las comunidades helénicas más grandes de América Central desde el siglo XIX.

#### Macedonia y Albania
Fue un considerable número de ítaloalbaneses, albanocalabreses e  ítalomacedonios los que entrarían al país en los años 1910, motivados por el éxodo y la frecuente emigración en naciones cercanas como Grecia e Italia. Las colectividades albanesas y macedonias de Costa Rica son las más grandes de Centroamérica.

### Baltos
Se desarrollaron migraciones aisladas provenientes desde los Países bálticos durante el siglo XX, especialmente durante o después de sucesos como: la Primera Guerra Mundial, la Segunda Guerra Mundial, la Guerra Fría o la disolución de la Unión Soviética. Estos flujos migratorios se componían de lituanos, letones, estonios, judíos y rusos o rusinos bálticos. Muchos utilizaron el país como puente geográfico para radicarse en Estados Unidos o Brasil, y otros decidieron establecerse en el Valle Central, para luego regresar a Europa. Aun así, en la actualidad la colectividad báltica presente en Costa Rica es mínima, rozando las 50 personas.

### Escandinavia
La comunidad nórdico-escandinava presente en el país es una de las más importantes de Centroamérica. Está compuesta por más de 1.500 inmigrantes provenientes principalmente de Suecia, pero también se encuentran bastantes: noruegos, fineses, daneses, feroeses e islandeses. Históricamente los nórdicos entraron a la nación desde la segunda mitad del siglo XX, de manera discontinua, motivados por problemas económicos o buscando arribar a Estados Unidos, varios se radicaron en San José o en el Valle Central. En la actualidad, la colectividad compuesta por profesionales y jubilados, sigue estando asentada de forma mayoritaria en la ciudad capital y su área metropolitana.[cita requerida]

#### Suecia
Como se dijo anteriormente, los sueco-costarricenses constituyen la mayor comunidad nórdica de Costa Rica y de América Central. En el país viven más de 1000 suecos, posicionándose como una de las colectividades europeas más importantes. Desde finales del siglo XIX, Costa Rica se perfila como una de los principales receptores de inmigrantes suecos en América Latina, que son atraídos por la estabilidad general de la nación.

### Eslavos occidentales

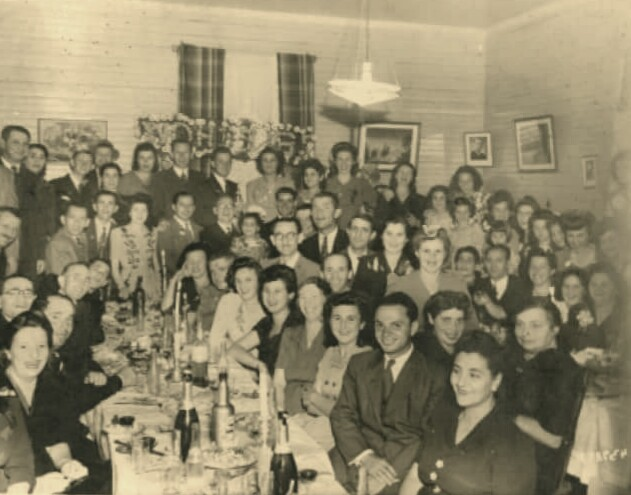
Inmigrantes polacos reunidos en San José.

Actualmente, la comunidad de eslavos occidentales presente en el país es una de las más grandes de América Central y el Caribe, y han arribado al país de manera masiva desde el siglo XX. Hoy en día, se compone de más de 1500 personas, provenientes de: Polonia, República Checa y Eslovaquia. En su mayoría radican en el Valle Central, en la capital y sus suburbios.

#### Eslovaquia y República Checa

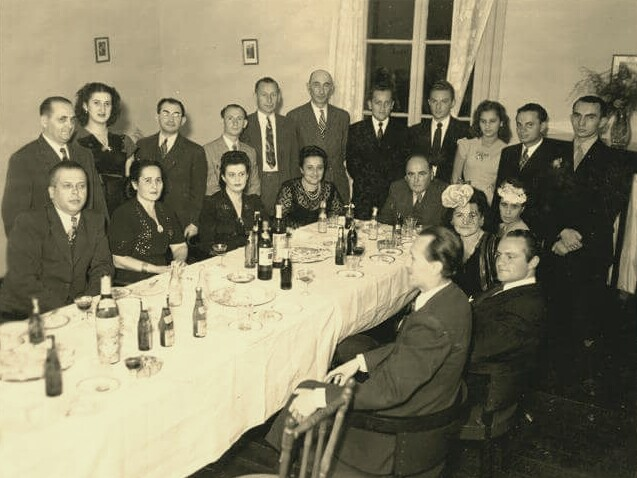
Celebración de la janucá por inmigrantes polacos judíos en San José.

En Costa Rica viven más de 200 checos y eslovacos, casi que todos radicados en la provincia de San José. La mayoría de ellos se desempeña de manera profesional en el país y radica en Costa Rica por motivos laborales o empresariales. De manera histórica los checos y eslovacos salieron de Europa durante las guerras mundiales, y su principal destino era Estados Unidos, los que atracaron en Centroamérica se radicaron casi que exclusivamente en el país. Actualmente, representan una colectividad relativamente pequeña, pero de las más numerosas del istmo.

#### Polonia

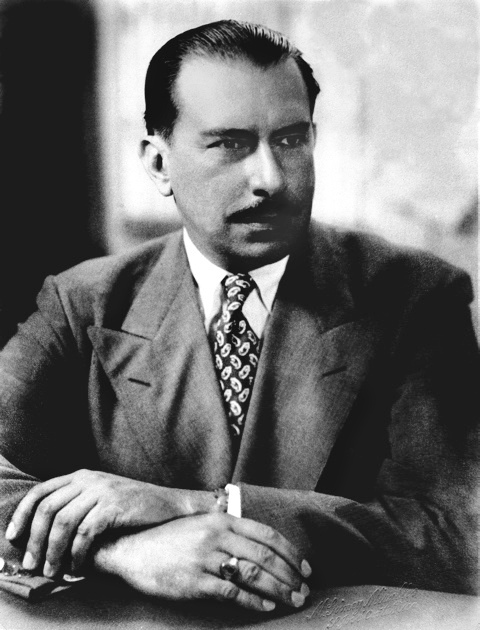
Teodoro Picado, presidente del país, hijo de una inmigrante polaca

La inmigración polaca en Costa Rica se da en el lapso de 1921 a 1941. Entre 1921 y 1929 llegan aproximadamente 15 polacos a Costa Rica, en 1930 su colectividad aumenta significativamente llegando casi 100 polacos al país.
La inmigración polaca masiva a Costa Rica comenzó en 1933, cuando más de 600 polacos provenientes de Żelechów y Varsovia se radicaron en el país, y terminó en 1939 cuando comenzó la Segunda Guerra Mundial. Después del conflicto arribaron apenas 200 polacos a Costa Rica.
Muchos de los polacos que inmigraron al país eran judíos, y conformaron una de las comunidades judías más grandes y florecientes de Centroamérica, que se mantiene hasta la actualidad. De igual manera, en la década de los 40 la comunidad inmigrante sufrió de discriminación y antisemitismo incluso por parte del gobierno, lo que provocó la prohibición de la entrada de polacos al país. Se comenzaron a cundir rumores de que entraban clandestinamente o mediante soborno a funcionarios públicos y autoridades migratorias, hecho negado rotundamente por el gobierno. Una situación que se había presentado en varias ocasiones, cuando se prohibió la entrada de etnias indesiables a la nación.
Después de los años 40, la situación se normaliza y la colectividad polaca de Costa Rica compuesta por casi 1000 personas se adapta de forma satisfactoria a la sociedad del país. En la actualidad, Costa Rica posee la mayor comunidad polaca de América Central, con cerca de 2000 habitantes. El país ha tenido tres vicepresidentes de origen polaco; Rebeca Grynspan Mayufis, Luis Fishman Zonzinski y Luis Liberman Ginsburg, así como gran cantidad de diputados y ministros.

### Eslavos orientales
La inmigración de eslavos orientales en Costa Rica, se origina desde mediados del siglo XX. Los inmigrantes de esta región son predominantemente rusos del Volga, pero también arriban al país centenas de personas de Bielorrusia, Ucrania y estados satélite de la antigua URSS, que entraron al país como refugiados después de la Primera Guerra Mundial y después de la Guerra Fría. También existe un importante número de costarricenses que estudiaron en la Unión Soviética a través de becas, y regresaron casados con una persona de Rusia para establecer una familia en Costa Rica. De acuerdo con el censo de 2012, hay más de 2.300 rusos y 150 ucranianos en el país, lo que conforma una de las comunidades eslavas más grandes de Centroamérica y el Caribe, contando además con un importante porcentaje de costarricenses de ascendencia eslava, principalmente rusa.

### España

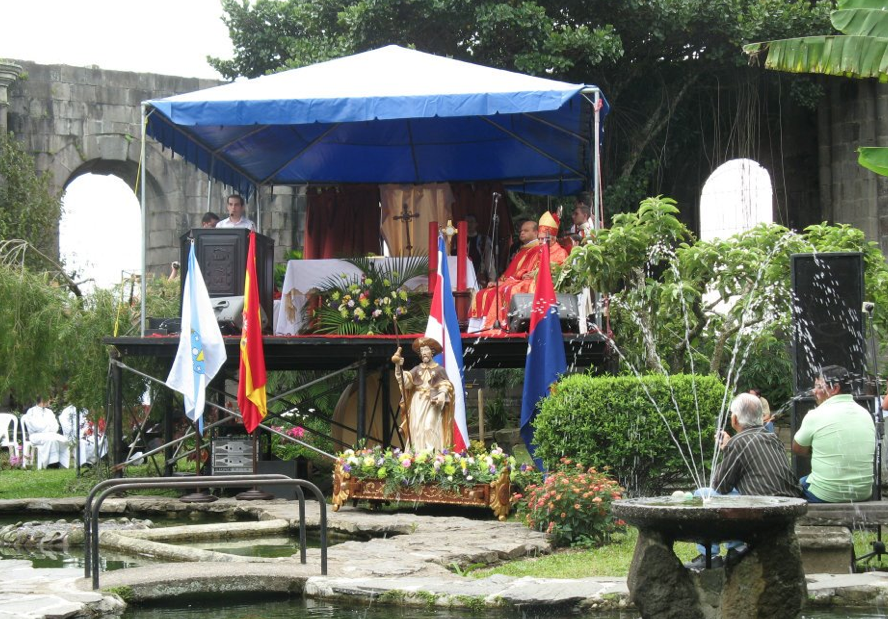
Celebración a Santiago apóstol por la comunidad española de Costa Rica.

La inmigración española es el principal flujo migratorio proveniente de Europa que existe en Costa Rica, y está presente en el país desde la colonia. De forma pos-colonial se registra la entrada masiva de españoles, principalmente durante mediados y las últimas décadas del siglo XIX. Entraron también decenas de profesores que contribuyeron enormemente en el desarrollo de la educación privada de Costa Rica, igualmente a principios del siglo XX muchos españoles utilizaban el territorio nacional como puente o escala para enlistarse en la construcción francesa del Canal de Panamá. En esa misma época la emigración española estuvo condicionada, en cierta medida, por la necesidad de mano de obra de la multinacional United Fruit Company.
La inmigración española constituye un importante factor en la sociedad costarricense, rasgo en común con casi toda América Latina. Alrededor del 80% de los costarricenses es descendiente de españoles, los apellidos más comunes son españoles, el idioma más utilizado del país es el español y se puede ver la inconmensurable influencia española en el desarrollo, la idiosincrasia, la cultura y la vida diaria costarricense.
El principal destino en el que los españoles se asentaban era (y sigue siendo) San José y en menor medida Cartago. En la capital del país se encuentran importantes instituciones para la colectividad ibérica: la Casa España, el Centro Cultural España y la Embajada y Consulado del Reino de España ante Costa Rica. Actualmente, viven en el país más de 16.000 españoles, representando la colectividad europea más grande del país, y una de las comunidades españolas más grandes de América Central.

#### Cataluña

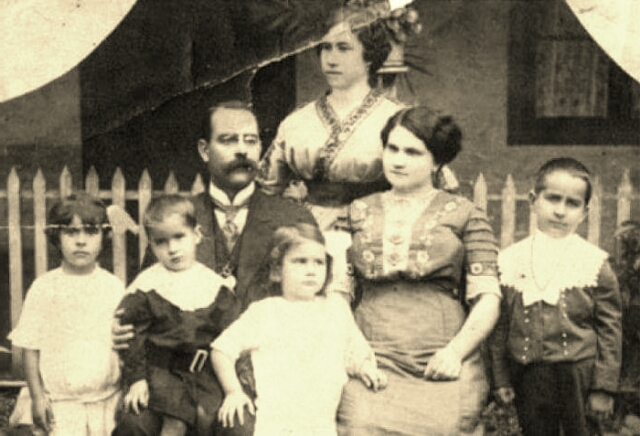
Familia Figueres, inmigrantes catalanes en Costa Rica.

En los primeros años del siglo XX muchos españoles utilizaron Costa Rica como puente para trasladarse a Panamá atraídos por la construcción del Canal. Los acontecimientos acaecidos en Cataluña por estas mismas fechas impulsaron a numerosos catalanes 
a emigrar a Costa Rica, constituyéndose en pocos años una colonia catalana floreciente e influyente que persiste hasta la actualidad. Esta colonia, ubicada en San José  llegó a componerse mayoritariamente por catalanes, seguidos de lejos por gallegos, asturianos y castellanos.

### Francia

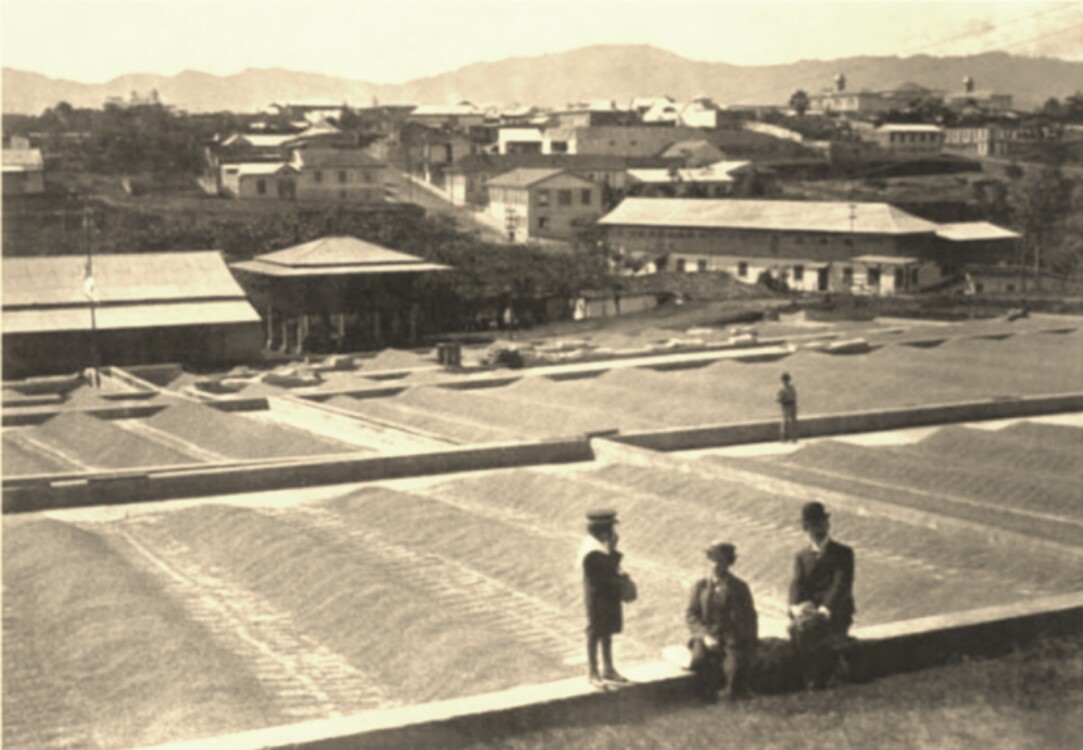
Inmigrantes franceses en el Barrio Amón.

La historia de la inmigración francesa, así como la de las relaciones entre Francia y Costa Rica se basan en la afinidad de ideales y valores, características intrínsecas de estas dos naciones. Este hilo conductor persiste hasta nuestros días,  manteniéndose incluso las relaciones de varias generaciones entre los dos países.
Es a partir del siglo XIX que se estrechan los lazos entre las dos naciones mediante el establecimiento de relaciones oficiales en 1848 con la firma del tratado Toledo-Baradere, así como la influencia notable en la sociedad costarricense del grupo predominante de inmigrantes galos provenientes de las zonas de Burdeos y del sur francés. Entonces, a partir de este siglo es que una ola de franceses arriba a Costa Rica y, su élite ejerce una inconmensurable influencia cultural, social, económica, industrial y arquitectónica.
Según los datos de la diplomacia francesa, actualmente Costa Rica posee la mayor comunidad de franceses en Centroamérica con 2235 habitantes. Hoy en día, se encuentran en el país decenas de instituciones culturales como la Alianza Francesa, el Instituto francés de América Central, el Liceo Franco-costarricense, entre muchas otras. Igualmente, Costa Rica se desempeña como el único miembro observador de América Central en la Organización Internacional de la Francofonía debido a la máxima importancia que representan Francia y la colectividad franco-costarricense en la vida e historia del país.

### Italia

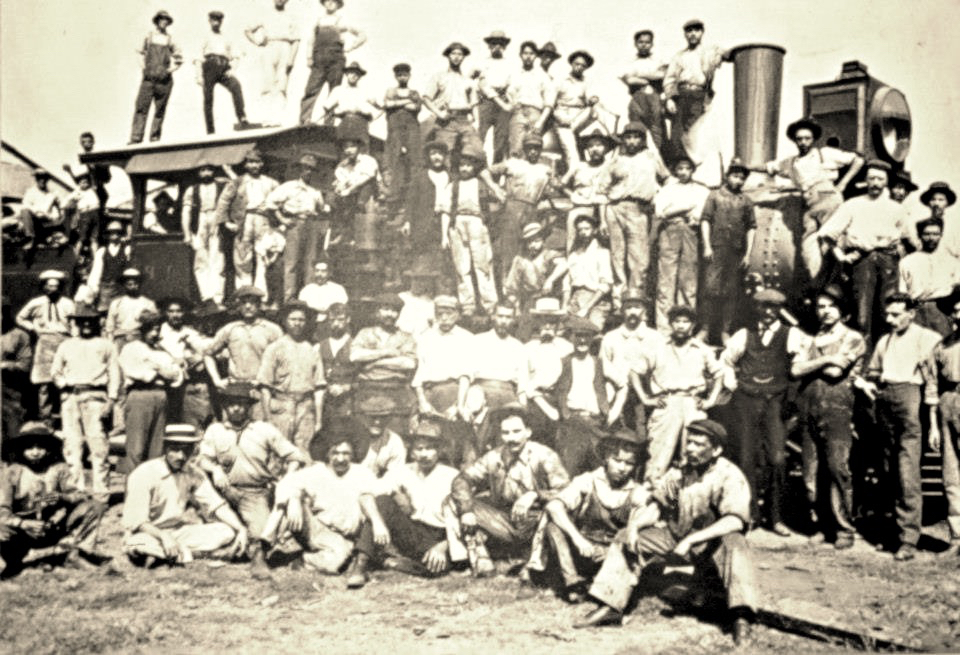
Obreros italianos durante la construcción de la vía férrea al Caribe.

La inmigración italiana fue, junto con la española, la principal movilización migratoria del país durante el siglo XIX y XX, cuando miles de migrantes italianos arribaron masivamente a Costa Rica durante diferentes periodos y con varios motivos. La inmensa mayoría de italianos que se radicaron en el país durante esa época provenían de Lombardía, Mantua, Trieste, Calabria, Crotone y Cosenza. En primera instancia se contrataron cerca de un millar y medio de italianos para construir el ferrocarril al Atlántico, igualmente se dieron fenómenos migratorios aislados provenientes de Italia desde la época colonial.
Para febrero de 1887, el empresario del ferrocarril, Minor Cooper Keith, tenía cuatrocientos hombres trabajando en los extremos de la nueva línea, pero se necesitaban muchos más. En octubre del mismo año el empresario tuvo que viajar personalmente a Londres para conseguir trabajadores italianos. Efectivamente, el 10 de mayo de 1888 atracaba en Limón el vapor Elisa Anna, con 671 nuevos trabajadores y su médico. Sumaba así 1433 el número de los inmigrantes italianos. En octubre de 1888, los trabajadores italianos alojados en la zona del Reventazon promovieron una huelga tan masiva como lo había sido su inmigración. El descontento de los trabajadores italianos estalló el 20 de octubre de 1888: todos abandonaron los campamentos del Reventazon y huyeron hacia Cartago.

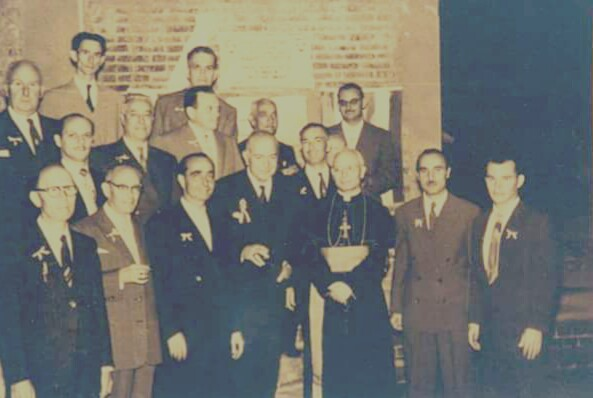
Inmigrantes italianos reunidos en la Casa Italia.

Terminada la construcción del ferrocarril y la "huelga de los italianos", más de la mitad de los migrantes itálicos contratados por Minor Keith deciden radicarse en Costa Rica y se dispersan por todo el país, principalmente en San José y Limón, el resto parte de nuevo a Italia. Tiempo después, en las primeras décadas del siglo XX en el país se encontraban poco más de 3000 italianos, cuando empiezan unas intensas olas migratorias provenientes de Morano Cálabro que convierten a Costa Rica en el principal destino migratorio de italianos en América Central y el Caribe, tendencia que se mantiene hasta la actualidad. A inicios del siglo XX, más de 10000 costarricenses tenían ascendencia italiana.
Además, durante el siglo XX el gobierno promovió la colonización planificada en áreas despobladas del país y creó cientos de planes y proyectos de colonización a lo largo y ancho del territorio. El más destacado y exitoso proceso de colonización agrícola planificada se dio al sureste del país, el caso más conocido fue el de San Vito de Java, comunidad poblada por más de 250 familias italianas y donde hoy en día se sigue hablando el idioma italiano.
Actualmente la colectividad italiana más grande de Centroamérica es la comunidad italiano-costarricense, compuesta por más de 2000 italianos radicados en el país. Los descendientes de italianos, provenientes tanto de la inmigración italiana durante la colonia, como por los flujos migratorios del siglo XIX y XX, se estima entre el 5% y 10% de la población del país, es decir, entre 250.000 a 500.000 personas, y conforman, por tanto, una activa comunidad que cuenta con decenas de instituciones culturales.

### Países Bajos
En Costa Rica radican más de 500 neerlandeses, provenientes principalmente de Holanda, y asentados mayoritariamente en la provincia de San José y en la provincia de Heredia. Casi todos se desempeñan en el área profesional o empresarial del país, y en total representan una de las colectividades europeas más pequeñas presentes en la nación. La inmigración histórica proveniente de los Países Bajos data de finales del siglo XIX y durante la primera mitad del siglo XX, cuando muchos campesinos de Frisia y la Holanda Septentrional migraron desde los campos y salieron de Europa con rumbo a América del Norte, varios radicaron en Costa Rica. También están en el país casi 100 personas que inmigraron desde Antillas Neerlandesas antes de la disolución en 2010. Hoy en día, son miles los costarricenses de ascendencia neerlandesa.

### Reino Unido
Después de la independencia de Costa Rica, el gobierno del país comenzó a atraer la inmigración extranjera para reforzar la fuerza de trabajo. Los inmigrantes atraídos provenían principalmente de Europa Central y América del Norte. Reino Unido fue el primero en darse cuenta del potencial que tenía Costa Rica debido a la producción de café, ya que con el tiempo, las zonas agrícolas del Caribe y el norte de Costa Rica estaban bajo el dominio británico. Después, los británicos trajeron italianos para la construcción de la vía férrea al Atlántico. Así que la mayoría de la producción agrícola fue llevada a cabo por británicos. De acuerdo con el censo de 2012, hay alrededor de 5.200 británicos en Costa Rica, que forman la segunda mayor comunidad europea después de los españoles.

### Suiza
Se registran inmigraciones aisladas y discontinuas provenientes de Suiza hacia Costa Rica desde el siglo XIX y XX. De hecho, durante el siglo pasado es cuando arriban varios suizos al país y se afincan en el Valle Central, especialmente en la provincia de Cartago y la ciudad de San José. La inmigración suiza en Costa Rica representó la más grande de Centroamérica durante esa época y generó en el país una fuerte influencia sociocultural, económica e incluso científica; la creación del Instituto Meteorológico Nacional fue impulsada por el suizo Enrique Pittier, los escritores Carlos Gagini y Pablo Biolley también contribuyen enormemente en la literatura nacional y los profesores helvéticos Juan Rudin y Carlos Borel realizan una fuerte contribución en la educación en Costa Rica.
Actualmente, la comunidad suiza de Costa Rica es la más grande de América Central, pues cuenta con más de 1.642 habitantes y un nutrido contingente de costarricenses con ascendencia helvétiva. Esta colectividad se asienta principalmente en la ciudad capital y el Gran Área Metropolitana y sus miembros se desempeñan como profesionales o empresarios.

## Inmigración norteamericana, caribeña y centroamericana
La inmigración compuesta de naciones limítrofes o cercanas a Costa Rica es la principal del país, aparte de los nicaragüenses las colectividades de salvadoreños, hondureños, guatemaltecos, panameños, jamaiquinos, dominicanos y cubanos son de las más grandes. Alrededor de 315.810 inmigrantes radicados en Costa Rica provienen de esta región y se han asentado en el país durante diferentes épocas, flujos y masas migratorias desde el siglo XX, aunque casi que en común, los inmigrantes centroamericanos arriban al país debido a su estabilidad política y económica.

### Estados Unidos y Canadá

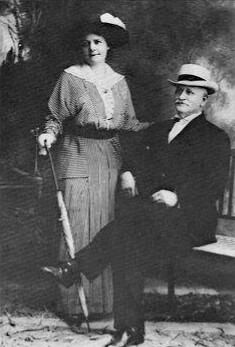
Minor Keith y su esposa Cristina Castro.

Se tiene registro de inmigraciones descontinuas provenientes de Norteamérica desde el siglo XIX y XX, ejerciendo en el país una gran influencia sociocultural y económica, que persiste hasta la actualidad. Además, hoy en día las comunidades estadounidenses y canadienses de Costa Rica son las más grandes y activas de América Central, que según el censo del 2011 se componen por más de 20.000 y 10.000 extranjeros radicados en el país, respectivamente. Estas colectividades cuentan con decenas de instituciones culturales, fundaciones sociales y se encuentran dispersas por todo el país.
Por su parte, algunos organismos —como el Departamento de Estado— estiman que la colectividad estadounidense presente en Costa Rica supera las 120.000 personas. Lo que representa una de las comunidades norteamericanas más grandes del continente.

#### Menonitas norteamericanos
El resto de la anteriormente nombrada comunidad menonita-costarricense es de ascendencia canadiense, estadounidense y mexicana. Esta constituye una colectividad relativamente grande presente en Costa Rica y establecida de manera casi generalizada en San Carlos, el Valle Central y la Zona Sur. Los menonitas norteamericanos (esencialmente canadienses) del país poseen sus propios negocios, granjas, iglesias, escuelas y hablan en su mayoría el idioma inglés.

#### Cuáqueros

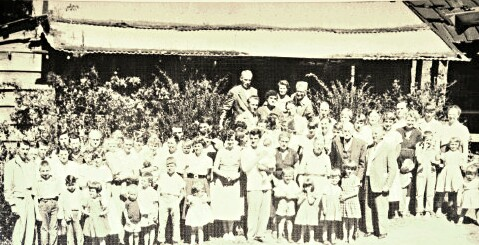
Inmigrantes cuáqueros en Monteverde.

En la región noroeste de la Provincia de Puntarenas, en las comunidades de Monteverde y Santa Elena habitan comunidades de cuáqueros que ingresaron al país de manera masiva durante el siglo XX, atraídos por el ideal pacífico y la estabilidad de Costa Rica. Hoy en día son una cerrada y conservadora comunidad que vive de la agricultura y mantiene intactas sus costumbres, idioma y religión.

### México
Las olas migratorias de México a Costa Rica se inician desde la década de 1970, atraídos por una democracia estable, un clima benigno y la estabilidad política. La población mexicana en Costa Rica llega a casi 4,000 personas los cuales ejercen como profesionales, doctores, secretarias, servicios entre otros. Costa Rica representa el noveno destino para inmigrantes mexicanos en el mundo. Y el tercero (luego de Brasil y Paraguay) en América Latina. A diferencia de otros destinos, la mayoría de los mexicanos que inmigran a Costa Rica proceden principalmente de Nuevo León, Tamaulipas, Chihuahua, Baja California y Ciudad de México.

### Belice
Se estima que hay alrededor de 1.275 beliceños en Costa Rica. Muchos arriban al país como parte de las misiones mormonas que son llevadas a cabo por norteamericanos, especialmente por canadienses. Por esto la mayoría se asienta en las principales ciudades del país, especialmente en San José.

### Cuba
Según el INEC hay más de 1.700 cubanos viviendo en el país. La inmigración a través de barcos comenzó a partir de la década de 1960, tras el triunfo de la Revolución cubana. Este flujo migratorio se mantuvo continuamente durante todo el resto del siglo XX y principios del siglo XXI. Además durante la crisis migratoria cubana de 2015-2016 se registraron más de 6000 cubanos estancados en la frontera norte de Costa Rica, a su espera por atravesar el istmo y llegar a México para dirigirse a los Estados Unidos.

### El Salvador
De acuerdo con el censo de 2011, hay alrededor de 7.189 salvadoreños en Costa Rica, establecidos principalmente en el Valle Central. Muchos de ellos entran al país buscando mejores condiciones de vida, y otra minoría es de la clase alta, buscando oportunidades para desarrollar sus negocios.

### Guatemala
El INEC estima que hay más de 1.200 guatemaltecos radicados en el país. La mayoría entra al país a mejorar sus condiciones económicas, pero sobre todo por la estabilidad política que tiene Costa Rica. La mayoría vive en San José o el Gran Área Metropolitana.

### Haití
La comunidad haitiana presente en el país es mínima, compuesta por alrededor de 150 personas. La inmensa mayoría de la colectividad se encuentra radicada en la costa caribeña del país, en la provincia de Limón, y arriba al país en busca de mejorar su condición económica y social. Igualmente se registran flujos discontinuos de migrantes haitianos ilegales.

### Honduras
Según el censo de 2011, hay 5.669 hondureños en Costa Rica, que viven principalmente en San José. Muchos de estos inmigrantes utilizan Nicaragua como puente geográfico para llegar a la nación, en busca de mejores condiciones de vida y huyendo de los problemas socioeconómicos de su país.

### Nicaragua
La inmigración de nicaragüenses a Costa Rica se remonta a tiempos de la colonia, cuando muchas acaudaladas familias de Nicaragua migraban a Costa Rica buscando un país dentro de la región mucho más seguro y con mejores condiciones de vida que las ofrecidas en su país natal.
Los nicaragüenses representan la mayoría indiscutible de la población extranjera radicada en el país, pues abarcan el 70% de todos los inmigrantes que entran en la nación. Estos se encuentran asentados en todo el territorio nacional, pero de forma mayoritaria en la Zona Norte, el Valle Central y la provincia de Guanacaste, además la mayoría usualmente no tiene un gran nivel de escolaridad por lo que no se desempeñan en el área profesional.

### Panamá
Según el censo de 2011, hay 11.427 panameños en el país. Viven principalmente en San José y forman un 4,1% de la población inmigrante, convirtiéndose en el quinto mayor grupo de inmigrantes en la nación. Además, en la zona fronteriza se permite la libre circulación y tránsito de personas entre los dos países. Igualmente, Costa Rica es uno de los principales destinos receptores de emigración panameña en el mundo, solo por detrás de los Estados Unidos.

### República Dominicana
Según el Instituto de Censos más de 1.500 dominicanos están radicados en el país. La mayoría llega a Costa Rica en busca de oportunidades económicas y mejoras sociales, y se establecen en la costa caribeña, en la provincia de Limón o al norte de la ciudad de San José, cerca del Museo de los Niños.

## Inmigración sudamericana

### Argentina
Costa Rica es el país centroamericano donde porcentualmente viven más argentinos. Se han dado dos principales olas migratorias desde el país sudamericano: la primera durante la Dictadura Militar que vivió Argentina entre 1976 y 1983, años en que fue gobernada por juntas militares integradas por los más altos representantes de las Fuerzas Armadas. Durante este lapso muchos argentinos llegaron a Costa Rica como refugiados políticos o exiliados, debido al estatus neutral ante asuntos militares del país, sin fuerzas armadas desde 1949.
La otra ola se dio a inicios del siglo XXI, cuando también se radicaron en el país cientos de argentinos durante la crisis económica argentina del 2002. Actualmente se mantiene un flujo constante y relativamente cuantioso de inmigrantes argentinos, que usualmente se asientan en la nación buscando oportunidades de negocios, pues Costa Rica representa el 19.º asentamiento mundial de la diáspora argentina y el primero en América Central.

### Brasil
En Costa Rica radican cerca de 1.300 brasileños, muchos de ellos pertenecientes al mundo del espectáculo y la farándula nacional (actores, actrices, modelos y presentadoras de televisión). La mayoría de los migrantes brasileños habitan en la ciudad de San José o el Gran Área Metropolitana. También es destacable el hecho de que la colectividad brasileña del país es una de las más grandes de Centroamérica y el Caribe.

### Colombia
Los colombianos son una de las mayores comunidades extranjeras en Costa Rica y en dicho país se encuentra una de las comunidades más numerosas de colombianos en el exterior. La enorme colectividad está formada por estudiantes, comerciantes, empresarios y deportistas. Según el censo del año 2000, había 13.638 colombianos residiendo en Costa Rica. 
La mayoría de colombianos deja su país debido al conflicto bélico que se vive internamente y suelen ser personas con estudios avanzados y recursos económicos. Los colombianos a menudo se afincan en el país montando negocios comerciales o ejerciendo profesiones liberales. Por ejemplo, en el año 2000 el 53% de los extranjeros que tramitaron la revalidación de sus títulos universitarios ante el Consejo Nacional de Rectores de Costa Rica (CONARE) fueron colombianos. De estos la mayoría fueron títulos de medicina, seguidos por títulos de ingeniería, derecho y arquitectura.
Costa Rica es signataria de varios convenios internacionales de refugiados, por lo que los inmigrantes colombianos pueden solicitar residencia permanente en el país, con estatus de refugiado. Hasta 2002 no se requería visa para ingresar a Costa Rica desde Colombia, pero esto cambió después de ese año. Para 2002, 5.261 colombianos habían solicitado ser reconocidos como refugiados, de los cuales 2.925 fueron aceptados, así como había para ese año 4.498 residentes.

### Chile
Según el censo del 2011, en Costa Rica se encuentran radicados más de 2600 chilenos. La mayoría está asentada en el Valle Central. De forma histórica la mayor cantidad de chilenos arribaron al país durante el siglo XX, específicamente a inicios de la década de los 70, después del golpe militar del 11 de septiembre de 1973. Actualmente la comunidad chilena presente en Costa Rica es la 24.ª más grande del mundo y la principal de América Central.

### Ecuador
La colectividad ecuatoriano-costarricense es relativamente pequeña, contando con cerca de 900 personas que radican, en su mayoría, en la ciudad de San José. Igualmente, muchos de los migrantes ecuatorianos pertenecen al mundo del espectáculo nacional (modelos, presentadores) o son empresarios.

### Perú
Según el censo de 2011, cerca de 2.700 peruanos viven en Costa Rica. Algunos de ellos proceden directamente desde su país de origen, otros habían emigrado a Chile o Argentina pero debido a la crisis económica argentina del 2002 o situaciones de racismo, xenofobia y discriminación se radicaron en otros destinos, como Costa Rica o los Estados Unidos. La mayoría se encuentra asentada en el Valle Central.

### Uruguay
Según el INEC en Costa Rica habitan más de 1.200 uruguayos, lo que constituye una de las comunidades uruguayas más grandes de América Central. Actualmente, son pocos los uruguayos que migran al país por problemas económicos, inclusive muchos de ellos son empresarios o profesionales. Sin embargo durante la crisis bancaria de 2002 muchos uruguayos radicaron en Costa Rica y otros tantos que habían migrado a Argentina también se trasladaron al país durante y después del corralito argentino del 2002. 

### Venezuela
Hasta inicios de los 2000s se encontraban radicados cerca de 5.000 venezolanos para 2020 esta cifra está en 29 850 personas, que viven principalmente en San José en cantones como Escazú, San José central y Santa Ana. La mayoría de ellos arriban a la nación como refugiados de los problemas políticos que se producen en su país o huyendo de las dificultades económicas y sociales que derivan de los roces políticos en Venezuela. Por su parte, la colectividad venezolana en Costa Rica es una de las más grandes del istmo, después de la panameña. Para finales de los 2010s se estima que esta cifra empezó a aumentar gradualmente debido a la crisis que afecta al pueblo venezolano.

## Inmigración asiática
Las comunidades asiáticas en Costa Rica, son de las más importantes del país. Destaca la colectividad proveniente de la República Popular China, una de las más numerosas de América Latina. De igual manera se encuentran grupos más pequeños de asiáticos como la comunidad india de 100 personas, la filipina compuesta por cerca de 200 migrantes, la taiwanesa que roza las 800 personas o la israelí que supera los 1000 inmigrantes.

### China

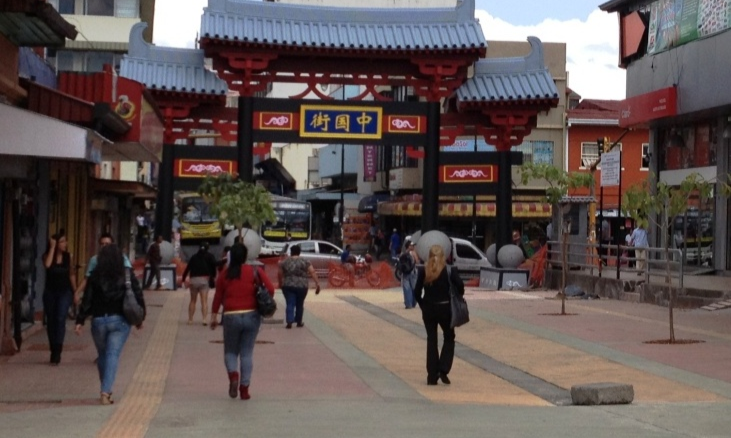
Barrio chino de San José, una de las colectividades chinas más numerosas de América Latina.

La inmigración china en Costa Rica es el movimiento migratorio desde el actual territorio de China (incluyendo los enclaves de Hong Kong y Macao), así como desde Taiwán hacia Costa Rica, acaecido principalmente en los últimos dos siglos. Los primeros chinos inmigrantes llegaron a Costa Rica en el siglo XIX, y desde entonces se registran entradas continuas de población de origen chino al país.
En la actualidad la comunidad sino-costarricense es una de las más grandes de América Central, con unostos 60.000 sino-costarriceneses. Esta inmensa colectividad china se haya dispersa por todo el país, aunque se concentra mayoritariamente en San José o Limón, estableciendo varias instituciones y alianzas culturales e incluso religiosas que promueven la cultura china y la difusión del idioma chino en el país.

### Corea del Sur
La colectividad coreana es relativamente reciente en Hispanoamérica, la comunidad coreano-costarricense comenzó a formarse recién en 1990 y actualmente constituye un grupo de inmigrantes pequeño, apenas constituido por cerca de 500 personas radicadas, en su mayoría, en la provincia de San José. Aun así los coreanos presentes en Costa Rica han desarrollado satisfactoriamente negocios de ropa, automóviles, restaurantes y transporte; al igual que muchos institutos y asociaciones coreanas e incluso una Iglesia de Corea.

### Líbano

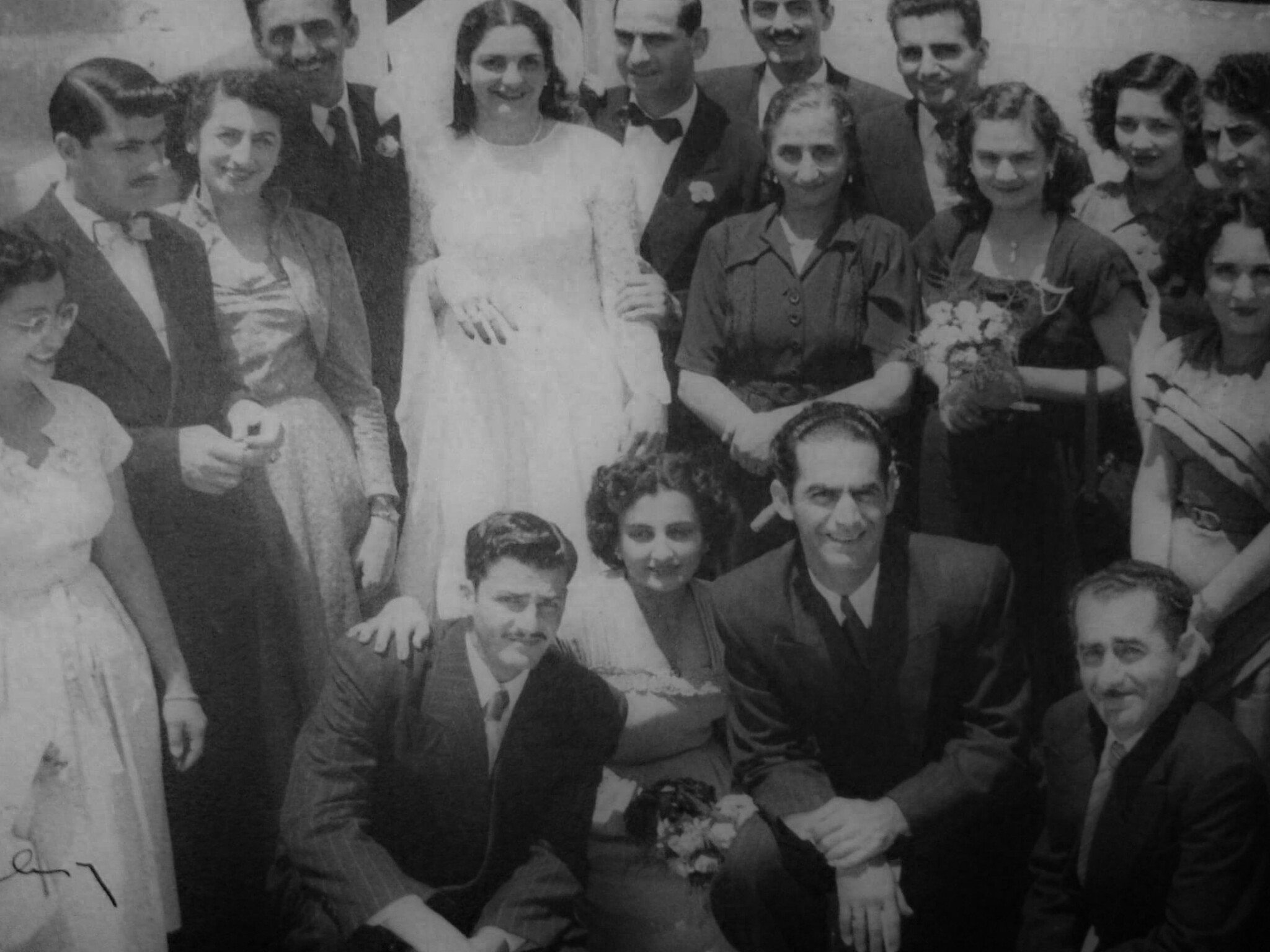
Boda de libaneses en Costa Rica.

La colectividad libanesa es una de las comunidades de origen árabe más grandes del país. Los primeros inmigrantes libaneses entraron a Costa Rica durante el siglo XIX, huyendo de la miseria del campo en el Levante.
Luego, durante el siglo XX, tras la Primera Guerra Mundial, y durante el periodo de entreguerras, entrarían cientos de libaneses al país. En 1928 la colectividad crea la Casa Libanesa.

### Japón
La colectividad nipona en Costa Rica decreció abismalmente durante 10 años, pues en el censo de 2002 se registraban 12.300 japoneses, mientras que en 2011 radicaban apenas 200 residentes. Aun así la comunidad japonesa del país logró desarrollar de manera exitosa muchas empresas y compañías tecnológicas, al igual que organizaciones e institutos.

## Inmigración de Oceanía
Los inmigrantes provenientes de Oceanía que habitan en Costa Rica son predominantemente australianos, neozelandeses y en menor medida papuanos, además conforman una de las colectividades más pequeñas del país, de apenas 100 o 150 personas. Casi que todos los migrantes oceánicos radicados en la nación se desempeñan en labores profesionales, son deportistas o empresarios. Igualmente, de manera generalizada se asientan en las provincias de San José, Alajuela y Guanacaste.

## Inmigración africana
Del continente africano migran muchísimas personas hacia Costa Rica, aunque en su mayoría entran al país de manera ilegal para utilizar su territorio como puente de paso para arribar a Norteamérica. La OIM estima que más de 20.000 africanos cruzan Costa Rica con destino hacia los Estados Unidos. De la colectividad africana presente en el país de manera permanente destacan los grupos de África del Norte, principalmente de Marruecos y Egipto (con cerca de 50 personas, cada una) y de Sudáfrica (también con 50 migrantes radicados). De igual manera, existen alrededor de 400.000 afrocostarricenses, representando al 8% de la población total.

## Cifras de inmigración y diásporas
| País de procedencia | Inmigrantes directos, (Censo 2011) | Descendientes de antiguos inmigrantes | Época de mayor inmigración | Referencia de descendientes                       |
| ------------------- | ---------------------------------- | ------------------------------------- | -------------------------- | ------------------------------------------------- |
| Nicaragua           | 287 766                            | —                                     | Siglo XX—XXI               | Instituto Nacional de Estadística y Censos, 2011. |
| Venezuela           | 29 850                             | —                                     | Siglo XXI                  | La Nación, 2020.                                  |
| Colombia            | 16 514                             | —                                     | Siglo XX—XXI               | Instituto Nacional de Estadística y Censos, 2011. |
| Panamá              | 11 250                             | —                                     | Siglo XX—XXI               | Instituto Nacional de Estadística y Censos, 2011. |
| El Salvador         | 9424                               | —                                     | Siglo XX—XXI               | Instituto Nacional de Estadística y Censos, 2011. |
| España              | 1806                               | 4 850 000                             | Siglo XV—XVIII             | 97% según F. Lizcano, 2005.                       |
| Italia              | 1494                               | 500 000                               | Siglo XVI—XIX              | [ 4 ]                                             |
| África              | —                                  | 400 000                               | siglo XVI—XIX              | 8 % según Banco Mundial en La Nación, 2018.       |
| Estados Unidos      | 15 898                             | 120 000                               | Siglo XX—XXI               | [ 6 ]                                             |
| China               | 3281                               | 60 000                                | Siglo XX                   | [ 7 ]                                             |
| Alemania            | 1412                               | 10 000                                | Siglo XIX-XX               | Expo Feria Alemana, 2010.                         |

### Inmigración actual
| Censo 2011 Lugar de nacimiento declarado fuera del país | Censo 2011 Lugar de nacimiento declarado fuera del país | Censo 2011 Lugar de nacimiento declarado fuera del país | Censo 2011 Lugar de nacimiento declarado fuera del país | Censo 2011 Lugar de nacimiento declarado fuera del país | Censo 2011 Lugar de nacimiento declarado fuera del país | Censo 2011 Lugar de nacimiento declarado fuera del país | Censo 2011 Lugar de nacimiento declarado fuera del país | Censo 2011 Lugar de nacimiento declarado fuera del país | Censo 2011 Lugar de nacimiento declarado fuera del país |
| América (364.936 Inmigrantes)                           | América (364.936 Inmigrantes)                           | América (364.936 Inmigrantes)                           | América (364.936 Inmigrantes)                           | América (364.936 Inmigrantes)                           | América (364.936 Inmigrantes)                           | América (364.936 Inmigrantes)                           | América (364.936 Inmigrantes)                           | América (364.936 Inmigrantes)                           | América (364.936 Inmigrantes)                           |
| ------------------------------------------------------- | ------------------------------------------------------- | ------------------------------------------------------- | ------------------------------------------------------- | ------------------------------------------------------- | ------------------------------------------------------- | ------------------------------------------------------- | ------------------------------------------------------- | ------------------------------------------------------- | ------------------------------------------------------- |
| Brasil                                                  | 605                                                     | Canadá                                                  | 1.679                                                   | Argentina                                               | 1.786                                                   | Colombia                                                | 16.514                                                  |                                                         |                                                         |
| Guatemala                                               | 2.573                                                   | México                                                  | 3.059                                                   | Cuba                                                    | 3.860                                                   | Nicaragua                                               | 287.766                                                 |                                                         |                                                         |
| República Dominicana                                    | 1.475                                                   | Panamá                                                  | 11.250                                                  | Belice                                                  | 94                                                      | Ecuador                                                 | 1.040                                                   |                                                         |                                                         |
| Honduras                                                | 3.778                                                   | Uruguay                                                 | 356                                                     | El Salvador                                             | 9.424                                                   | Perú                                                    | 3.404                                                   |                                                         |                                                         |
| Venezuela                                               | 3.886                                                   | Estados Unidos                                          | 15.898                                                  | Haití                                                   | 138                                                     |                                                         |                                                         |                                                         |                                                         |
| Bolivia                                                 | 331                                                     | Chile                                                   | 1.364                                                   |                                                         |                                                         |                                                         |                                                         |                                                         |                                                         |
| Europa (9.010 Inmigrantes)                              |                                                         |                                                         |                                                         |                                                         |                                                         |                                                         |                                                         |                                                         |                                                         |
| Alemania                                                | 1.412                                                   | Rusia                                                   | 429                                                     | Dinamarca                                               | 61                                                      | Italia                                                  | 1.494                                                   |                                                         |                                                         |
| Austria                                                 | 145                                                     | Países Bajos                                            | 434                                                     | España                                                  | 1.806                                                   | Polonia                                                 | 124                                                     |                                                         |                                                         |
| Suiza                                                   | 551                                                     | Reino Unido                                             | 559                                                     |                                                         |                                                         |                                                         |                                                         |                                                         |                                                         |
| Francia                                                 | 936                                                     |                                                         |                                                         |                                                         |                                                         |                                                         |                                                         |                                                         |                                                         |
| Asia (5.501 Inmigrantes)                                |                                                         |                                                         |                                                         |                                                         |                                                         |                                                         |                                                         |                                                         |                                                         |
| Emiratos Árabes                                         | 3                                                       | Israel                                                  | 215                                                     | Japón                                                   | 190                                                     | China                                                   | 3.281                                                   |                                                         |                                                         |
| Líbano                                                  | 90                                                      | Corea del Sur                                           | 263                                                     |                                                         |                                                         |                                                         |                                                         |                                                         |                                                         |

## Inmigrantes destacados
Lista de algunos inmigrantes o descendientes de inmigrantes que tuvieron o tienen relevancia en la historia costarricense. 
- Ascensión Esquivel Ibarra, presidente, nacido en Nicaragua.
- María Romero Meneses, religiosa y beata, nacida en Nicaragua.
- Óscar Duarte Gaitán, futbolista, nacido en Nicaragua.
- Clodomiro Picado Twight, científico, de origen costarricense y nacido en Nicaragua.
- José Sacasa y Méndez, abogado, nacido en Nicaragua.
- Rafael Ángel Calderón Fournier, presidente, de origen costarricense y nacido en el exilio en Nicaragua.
- Teodoro Picado Michalski, presidente, hijo de inmigrante polaca.
- Rebeca Grynspan Mayufis, política, de origen polaco.
- Luis Liberman Ginsburg, político, de origen polaco.
- Luis Fishman Zonzinski, político, de origen polaco.
- Doris Yankelewitz Berger, política, de origen polaco.
- Constantino Láscaris Comneno Micolaw, filósofo, nacido en España.
- Juan Morera Coll, religioso, nacido en España.
- Tomás Povedano de Arcos, pintor, nacido en España.
- José Merino del Río, político, nacido en España.
- Mercedes Peñas Domingo, política, nacida en España.
- José Figueres Ferrer, presidente, hijo de inmigrantes españoles.
- Karen Olsen Beck, política y esposa del anterior, nacida en Estados Unidos.
- José María Figueres Olsen, presidente, hijo de los dos anteriores.
- Carlos Gagini, escritor, de origen ítalo-helvético.
- Francisco José Orlich Bolmarcich, presidente, hijo de inmigrantes ítalo-croatas.
- Ana Poltronieri Maffio, actriz, hija de inmigrantes italianos.
- Francisco Amighetti Ruiz, pintor, de origen italiano.
- Alfio Piva Mesén, político, de origen italiano.
- Rodolfo Piza Rocafort, político, de origen italiano.
- Carlos Segnini Villalobos, político, de origen italiano.
- José Albertazzi Avendaño, escritor, de origen italiano.
- Moisés Vincenzi Pacheco, filósofo, de origen italiano.
- Jorge Pattoni Sáenz, empresario, de origen italiano.
- Mónica Segnini Acosta, empresaria, de origen italiano.
- Antonio Álvarez Desanti, político, de origen francés de la isla de Córcega.
- Amón Fasileau-Duplantier (Monsieur Amón), empresario, nacido en Francia.
- Hippolyte Tournón, empresario, nacido en Francia.
- Antonio Giustiniani Casabianca, médico, nacido en Francia.
- Santiago Millet Jeangéante, empresario y político, nacido en Francia.
- Otilio Ulate Blanco, presidente, nieto de inmigrante francés.
- Joaquín Gutiérrez Mangel, escritor, de origen francés.
- Fernando Baudrit Solera, político, de origen francés.
- Eduardo Doryan Garrón, político, de origen francés.
- Yvonne Clays Spoelders, política, nacida en Bélgica.
- Bernardo Augusto Thiel, religioso, nacido en Alemania.
- Emil Span, pintor nacido en Alemania.
- Max Koberg Bolandi, empresario, hijo de inmigrante alemán.
- Ángela Acuña Braun, abogada, nieta de inmigrante alemán.
- Wilhelm von Breymann Barquero, político de origen alemán.
- Claudia Poll Ahrens, medallista olímpica nacida en Nicaragua, de origen alemán.
- Sylvia Poll Ahrens, medallista olímpica nacida en Nicaragua, de origen alemán.
- Isidro Con Wong, pintor, hijo de inmigrantes chinos.
- Franklin Chang-Díaz, científico, de origen chino.
- Harry Shum, Jr., actor, hijo de inmigrantes chinos y radicado en Estados Unidos.
- Bejos Yamuni Abdalá, empresario, nacido en el Líbano.
- Miguel Barzuna Sauma, empresario, de origen libanés.
- Alex Curling Delisser, político, hijo de inmigrantes jamaiquinos.
- Luis Guillermo Solís Rivera, presidente, nieto de inmigrantes jamaiquinos.
- Epsy Campbell Barr, política, de origen jamaiquino.
- Andrey Amador Bikkazakova, ciclista, hijo de inmigrante rusa.
- Juan Fernández Ferraz, pedagogo, escritor y periodista español, nacido en Santa Cruz de la Palma (Tenerife, España), autor de la letra del Himno Patrótico al 15 de Setiembre.
- José Campabadal, pedagogo y músico español, nacido en Balaguer (Tarragona, España), autor de la música del Himno Patrótico al 15 de Setiembre.

| Alemania           | China      | Croacia                     | España                  | Francia                  |
| ------------------ | ---------- | --------------------------- | ----------------------- | ------------------------ |
| Sylvia Poll Ahrens | Harry Shum | Francisco Orlich Bolmarcich | Tomás Povedano de Arcos | Amón Fasileau-Duplantier |
|                    |            |                             |                         |                          |

| Italia                   | Jamaica           | Polonia                 | Rusia                     | Suiza         |
| ------------------------ | ----------------- | ----------------------- | ------------------------- | ------------- |
| Francisco Amighetti Ruiz | Luis Solís Rivera | Rebeca Grynspan Mayufis | Andrey Amador Bikkazakova | Carlos Gagini |
|                          |                   |                         |                           |               |